# Білий шум

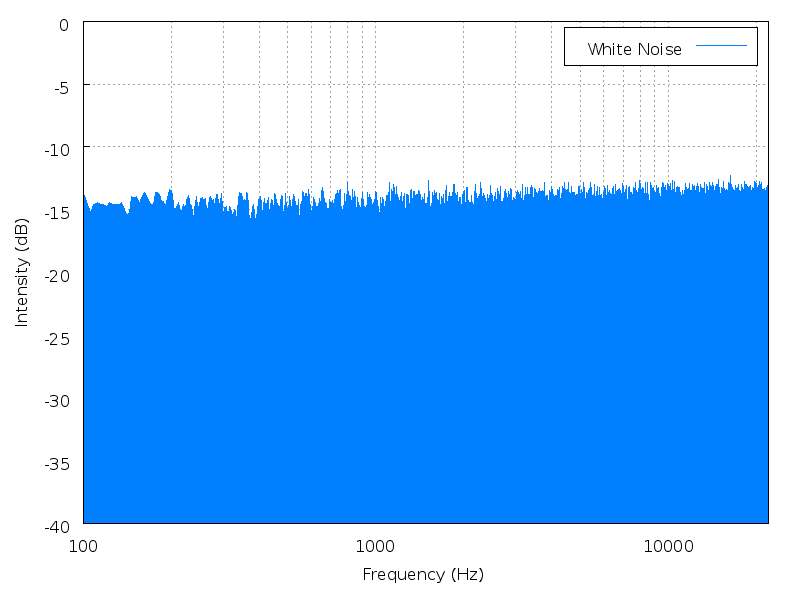
Спектр білого шуму

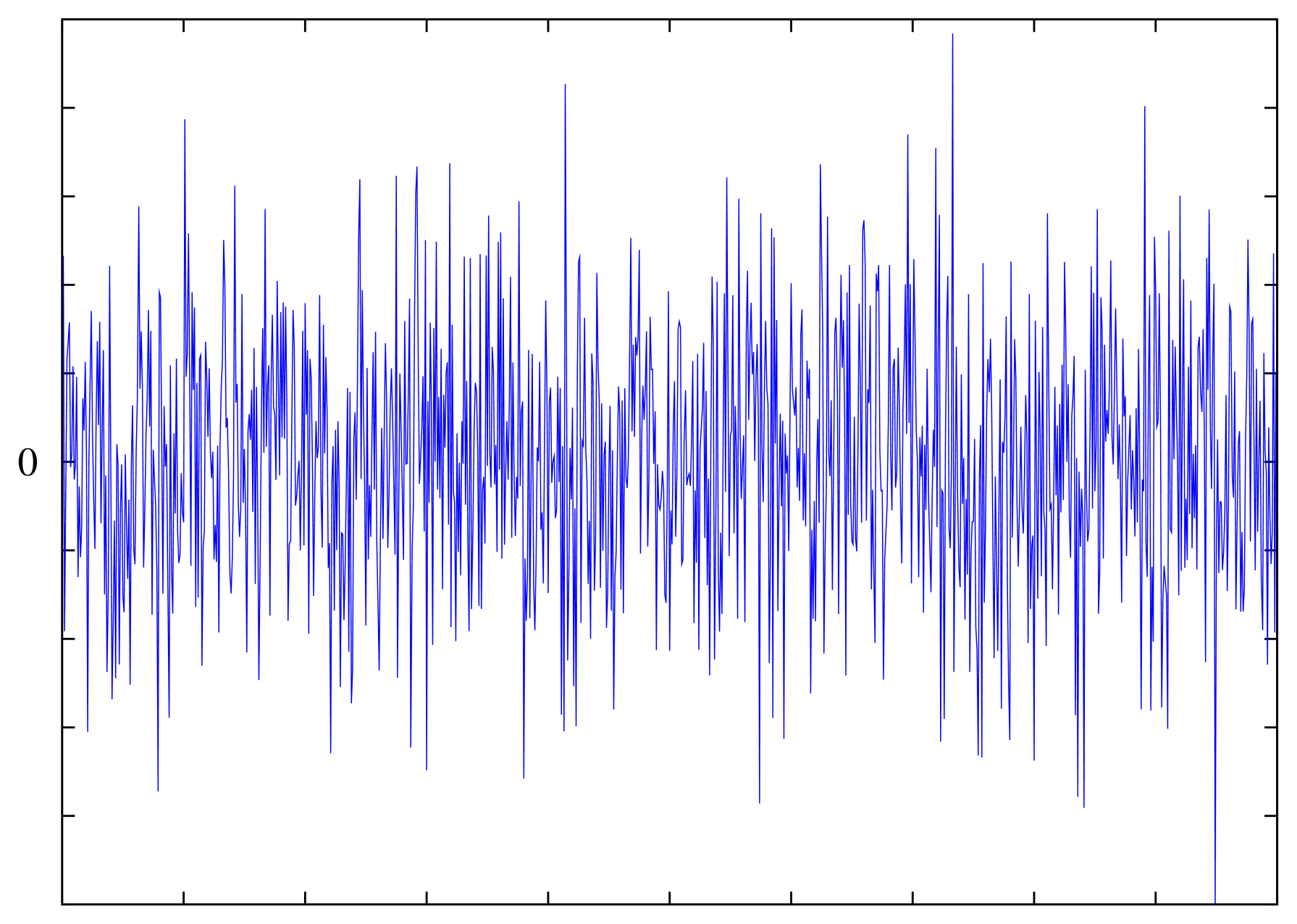
Приклад реалізації процесу із властивостями білого шуму.

Білий шум — постійний шум, спектральні складові якого рівномірно розподілені по всьому діапазону частот. Прикладами білого шуму є шум водоспаду або шум Шоткі на клемах великого опору. Назву одержав від білого світла, яке включає електромагнітні хвилі частот усього видимого діапазону електромагнітного випромінювання.
У природі й техніці ідеальний білий шум (тобто білий шум, що має однакову спектральну потужність на всіх частотах) не зустрічається, оскільки такий сигнал мав би нескінченну потужність, проте білим шумом можна вважати  будь-який шум, спектральна щільність якого однакова (або майже однакова) у цьому діапазоні частот.

## Використання
Білий шум широко використовують у фізиці й техніці, зокрема в архітектурній акустиці — для того, щоб сховати небажані шуми у внутрішніх просторах будинків, генерується постійний білий шум низької амплітуди.
В електронній музиці білий шум використовують як один з інструментів музичного аранжування, а ще як вхідний сигнал для спеціальних фільтрів, що формують шумові сигнали інших типів. Широко застосовують також при синтезуванні аудіосигналів, як правило, для відтворення звучання ударних інструментів, як-от тарілок.
Білий шум використовують для виміру частотних характеристик різних лінійних динамічних систем, як-то підсилювачів, електронних фільтрів, дискретних систем керування і т. д. При подачі на вхід такої системи білого шуму, на виході одержуємо сигнал, що є відгуком системи на прикладений вплив. Через те, що амплітудно-фазова частотна характеристика лінійної системи є відношенням перетворення Фур'є вихідного сигналу до перетворення Фур'є вхідного сигналу, одержати цю характеристику математично досить просто, причому для всіх частот, для яких вхідний сигнал можна вважати білим шумом.
У багатьох генераторах випадкових чисел (як програмних, так і апаратних) білий шум використовують для генерування випадкових чисел і випадкових послідовностей.

## Виноски
1. ↑  БСЭ